# NGC 1601
NGC 1601 је лентикуларна галаксија у сазвежђу Еридан која се налази на NGC листи објеката дубоког неба.
Деклинација објекта је - 5° 3' 35" а ректасцензија 4h 31m 41,7s. Привидна величина (магнитуда) објекта NGC 1601 износи 13,8 а фотографска магнитуда 14,8. Налази се на удаљености од 49,590 милиона парсека од Сунца. NGC 1601 је још познат и под ознакама MCG -1-12-18, NPM1G -05.0198, PGC 15413.